# Quaëdypre
Quaëdypre település Franciaországban, Nord megyében. Lakosainak száma 1122 fő (2022. január 1.). Quaëdypre Hoymille, Wylder, Socx, Warhem, West-Cappel, Wormhout és Bergues községekkel határos.

## Népesség
A település népességének változása:
| Lakosok száma | 1121 | 1092 | 1114 | 1095 | 1112 | 1129 | 1123 | 1121 | 1122 |
|               | 2013 | 2015 | 2016 | 2017 | 2018 | 2019 | 2020 | 2021 | 2022 |